# Wonderful Christmastime
A Wonderful Christmastime című dal az ausztrál énekes-dalszerző Kylie Minogue és libanoni-brit énekes Mika közös dala, mely egy Paul McCartney feldolgozás. A dal Minogue Kylie Christmas című karácsonyi albumának Snow Queen Edition újrakiadásában jelent meg második kislemezként 2016. december 9-én a Parlophone kiadásában. A dalhoz videoklip nem készült. 
A dalt 2016. december 6-án adták elő közösen az olasz Stasera Casa Mika című műsorban.

### Slágerlista
| Slágerlista (2016)          | Legjobb helyezés |
| --------------------------- | ---------------- |
| Belgium (Ultratip Flanders) | 23               |

### Megjelenések
| Ország      | Dátum             | Formátum(ok)           | Label              | Ref.  |
| ----------- | ----------------- | ---------------------- | ------------------ | ----- |
| Olaszország | 2016. december 9. | Contemporary hit radio | Warner Music Group | [ 1 ] |

## Feldolgozások
- Diana Ross a dalt 1994-es "A Very Special Season" című albumára dolgozta fel, mely az angol kislemezlista 37. helyéig jutott, valamint arany minősítéssel jutalmazták.
- A Jars of Clay 2007-es Christmas Songs című albumán jelent meg a dal, valamint kislemezen is megjelentették.
- 2013-ban az acapellákat éneklő Straight No Chaser Paul McCartneyvel az Under the Influende: Holiday Edition EP című lemezére vette fel a dalt.[4]